# Corynexochida
Corynexochida é uma ordem de artrópodes pertencentes à classe trilobita. O grupo surgiu no período Cambriano e extinguiu-se no Devoniano Médio.

## Subordens
- Corynexochina
- Illaenina
- Leiostegiina